# دنيس أناتوليفيج شميكال
دنيس أناتوليفيج شميكال (بالأوكرانية: Дени́с Анато́лійович Шмига́ль) سياسي أوكراني ولد في (15 أكتوبر 1975) في مدينة (لفيف، أوكرانيا) رئيس وزراء أوكرانيا منذ
4 مارس 2020.

## أهم المناصب
- رئيس إدارة اقليم إيفانو فرانكيفسك (من 2 أغسطس 2019 إلى 5 فبراير 2020)
- نائب رئيس وزراء أوكرانيا - وزير المجتمع والتنمية الإقليمية (من 4 فبراير إلى 4 مارس 2020).[3]